# L-01F
ドコモ スマートフォン G2 L-01F（ドコモ スマートフォン ジーツー エルゼロイチエフ）は、韓国のLGエレクトロニクスによって開発された、NTTドコモの第3.9世代移動通信システム（Xi）と第3世代移動通信システム（FOMA）のデュアルモード端末である。ドコモ スマートフォン（第2期）のひとつ。

## 概要
L-01Eの事実上の後継機種で、グローバルモデルであるLG G2の日本国内ローカライズモデルとなる。ただし、先に発表されたau向けのisai LGL22と同様、LGエレクトロニクスのスマートフォンブランドであるOptimusシリーズには属さない。
特徴として通常では側面に配置されている電源キー・音量キーが本機種では背面に配置されており、利き手を選ばないキー操作を可能にするとともに、本体の薄型化と画面の狭額縁化に貢献している。音量キーの中央に配置された電源キーの周りには通知LEDが埋め込まれており、電話やメールの着信をイルミネーションで通知、マナーモード中に本体を伏せたままでも着信を通知できる。また音量キーの長押しにより、画面ロックや画面オフの状態からQメモ機能やカメラ機能を起動できるほか、カメラのシャッターとしても使える。
1320万画素のメインカメラには、光学手ブレ補正やズーム撮影時の画像の劣化を最小限に抑える「デジタル8倍高解像度ズーム」、オートフォーカスのターゲットフレームを画面の9箇所から検出し、最も被写体に近いエリアにピントを合わせる「マルチポイントAF」を搭載している。またイン/アウトカメラでの同時撮影機能は、静止画撮影時にも対応した。
24bit/192kHzのHi-Fi再生機能をスマートフォンで初めて搭載しており、最大192kHz／24bitによるハイレゾ音源の再生機能に標準で対応している。
機能面ではスリープ時に2回画面を叩くと自動的に画面が点灯/消灯する「ノックオン」機能を搭載しており、電源キーを押す手間を省くことが可能である。また「Qスライド」機能は、適用アプリケーションを拡大。「動画」「インターネット」「電卓」「カレンダー」に加え、「Eメール」「メッセージ」「ファイルマネージャー」「ダイヤル」にも対応した。その他、3本の指で画面に触れ、左にフリックすると、実行中のアプリを保存（最大3つまで）、右にフリックすることで保存したアプリを切り替えられる「スライドウィンドウ」や表示されていない部分を含む閲覧中のwebコンテンツのページ全体をキャプチャし、画像として保存できる「キャプチャプラス」、コピーした画像やテキストなどをスクラップブック形式で最大20個までまとめて保存できる「クリップボード」機能を搭載している。
他にも、日本独自機能としてワンセグ・おサイフケータイに対応しているが、防水性能は備えておらず、NOTTVとフルセグ放送の受信には対応していない。赤外線通信はリモコン操作のみの利用となる。
なお、外部メモリの利用には同梱されるSDカードリーダライタを利用する必要がある。また、L-04E／L-06D同様バッテリーの取り外しは不可のため、バッテリー交換は預かり修理となる（交換代金は6,825円で、8,925円のL-04E／L-06Dより安価）。
ちなみに、業務用端末と子供向け端末を除いたNTTドコモの2013年冬・2014年春モデルのスマートフォンでは唯一1800MHz帯(Band 3)に対応しておらず、Xiの最大通信速度も他の冬モデルと比べて若干遅くなっている。また、テレビなどのAV機器に接続する規格がMHLからSlimPortに変更されている。
純正アクセサリーとして、装着すると閉じたままでも小窓から時刻や天気を確認したり、ミュージックプレイヤーの操作や電話着信の応答などが可能な他、開閉に合わせてロック/アンロック操作もできるフリップ型カバー「QuickWindowカバー L01」も用意している。
キャッチコピーは「Learning from You あなたの動きにフィットした使いやすさ」。
アップデートに関しては、既にグローバルモデルのLG G2がAndroid 5.0へとアップデートされたが、ドコモ版のLG G2（L-01F）のみAndroid 4.2をもって終了した。
なお、兄弟機であるau向けのisai LGL22にはAndroid 4.4へのバージョンアップが告知されており、2014年7月29日よりAndroid 4.4へのアップデートが開始された。

## 搭載アプリ
メーカー提供アプリ
- キャプチャープラス
- アラーム時計
- 電卓
- カメラ
- 辞書
- ダウンロード
- Eメール
- ギャラリー
- ライフスクエア
- メッセージ
- 音楽
- Qリモート
- LGSmartWorld
- テレビ
- ビデオエディタ
- 動画
- ファイルマネージャー
- ノートブック
- POLARIS Office 5

Google提供アプリ
- カレンダー
- インターネット
- Chrome
- Gmail
- Google
- Google+
- ローカル
- マップ
- メッセンジャー
- ナビ
- Playブックス
- Playストア
- ハングアウト
- 音声検索
- YouTube
- Playムービー
- Playゲーム

ドコモ提供アプリ
- 取扱説明書
- おサイフケータイ
- メール翻訳コンシェル
- はなして翻訳
- うつして翻訳
- iコンシェル
- しゃべってコンシェル
- iチャネル
- i Bodymo
- ドコモあんしんスキャン

## 主な機能
| 主な対応サービス                                | 主な対応サービス                         | 主な対応サービス                     | 主な対応サービス                                                  |
| ----------------------------------------------- | ---------------------------------------- | ------------------------------------ | ----------------------------------------------------------------- |
| タッチパネル/加速度センサー                     | Xi/FOMAハイスピード                      | Bluetooth                            | DCMX/おサイフケータイ/NFC/かざしてリンク/赤外線/トルカ            |
| ワンセグ/フルセグ/モバキャス                    | メロディコール                           | テザリング                           | WiFi IEEE802.11a/b/g/n/ac                                         |
| GPS                                             | ドコモメール/電話帳バックアップ          | デコメール/デコメ絵文字/デコメアニメ | iチャネル                                                         |
| エリアメール/ソフトウェアーアップデート自動更新 | デジタルオーディオプレーヤー(WMA・MP3他) | GSM/3Gローミング(WORLD WING)         | フルブラウザ/Flash Player                                         |
| Google Play/dメニュー/dマーケット               | Gmail/Google Talk/YouTube/Picasa         | バーコードリーダ/名刺リーダ          | ドコモ地図ナビ/ドコモ ドライブネット/Google Maps/ストリートビュー |

## 歴史
- 2013年8月7日（現地時間） - LGエレクトロニクスよりグローバルモデル発表。ただしこの時点では日本国内での発売は未定だった[11]。
- 2013年10月10日 - NTTドコモより日本モデル公式発表・事前予約開始。
- 2013年10月11日 - 発売開始。

## アップデート・不具合など
2013年12月17日のアップデート（機能バージョンアップ）
- 機能バージョンアップ
  - [docomo ID」認証の本格導入対応
    - 端末にdocomo IDを設定することが可能。docomo IDを端末に設定することで、対応するサービスアプリ[13]でのdocomo ID入力が不要になる。
    - Wi-Fiオプションパスワードがdocomo IDに統合[14]

  - 端末を紛失した際などに、パソコン（My docomo）から回線を指定して、遠隔操作で端末初期化およびSDカードのデータを消去できるサービス「遠隔初期化」に対応
  - 新「ドコモバックアップアプリ」の提供開始
    - SDカードバックアップ対応項目のうち、音楽、ブックマーク、通話履歴、ユーザ辞書について、データ保管BOXへのアップロードが可能となる。

  - 独自機能の機能変更
    - 「伝言メモ」再生時の出力をスピーカーから受話口（レシーバー）に変更。
- 不具合修正
  - パターンロック画面にて素早くパターン入力を実施すると、miniUIMカードを認識しない場合がある不具合（miniUIMカードにPIN1ロックがかかっている場合のみ発生）を修正する。
- ビルド番号がL01F10cからL01F11kになる。